# Ankaa
Ankaa (alpha Phoenicis) is de helderste ster in het sterrenbeeld Phoenix. Het betreft een type K reus met een kleine begeleider op een afstand van ongeveer 7 AE, waarover zo goed als niets bekend is.
De ster staat ook bekend als Nair al Zaurak, Cymbae, Lucida Cymbae en "Kop van de Feniks".